# Swarovski Optik
Swarovski Optik è la divisione della Swarovski che si occupa di ingegneria ottica, con sede a Absam in Tirolo.

## Storia
Wilhelm Swarovski iniziò a produrre binocoli nel 1935, ed espanse l'attività dopo la seconda guerra mondiale. La società odierna nasce ufficialmente nel 1949. Durante il secondo conflitto mondiale venne creato il mirino telescopico per il fucile tedesco Mannlicher M1895 e Karabiner 98k.
Nel 1959 viene prodotte il primo mirino telescopico 4x32. Nel 1974 la Kahles viene acquisita dalla Swarovski Optik.
Nel 1991 viene prodotto il primo telescopio AT 80.
Nel 1995 viene prodotto il primo mirino laser.

## Prodotti

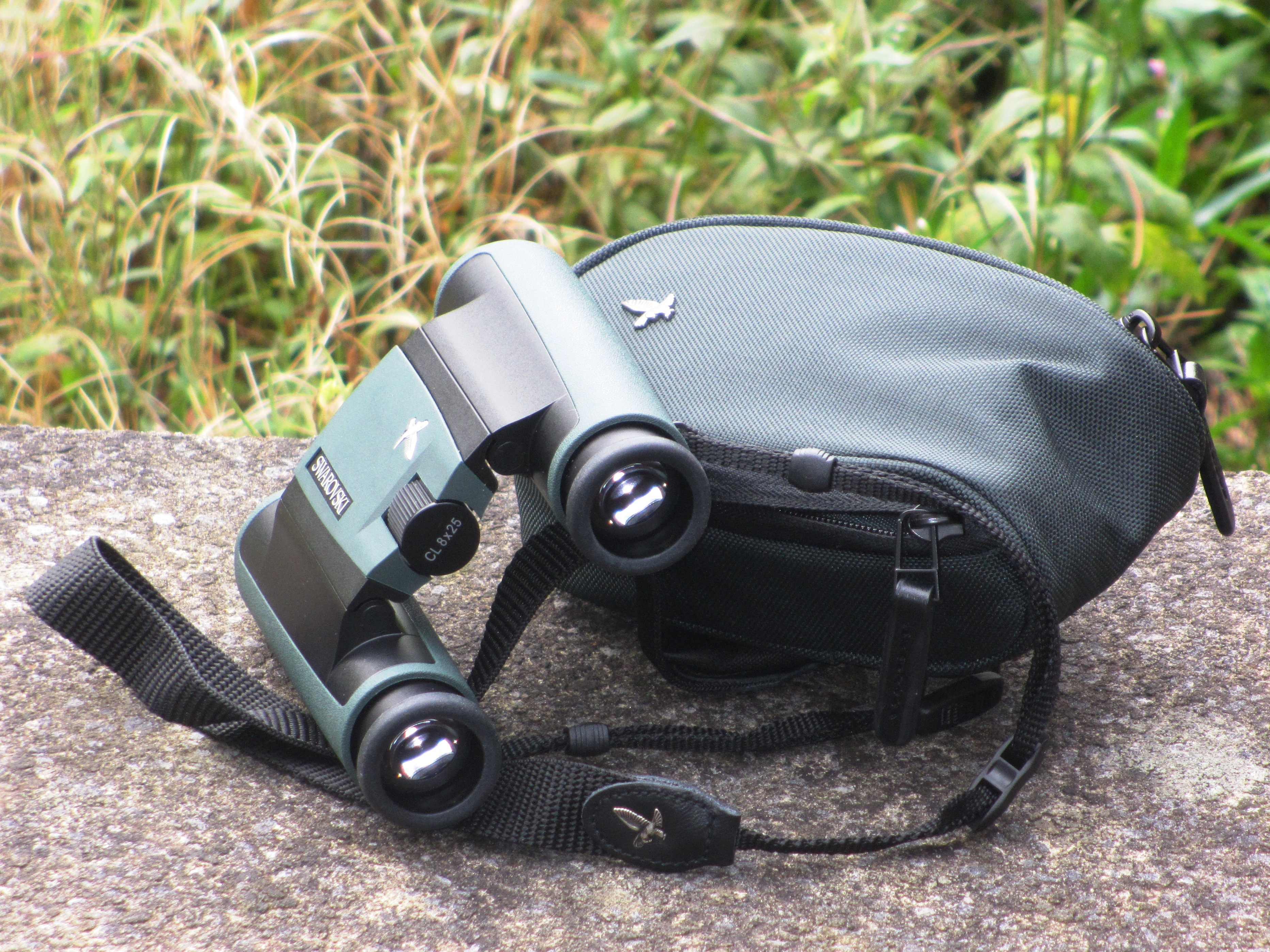
Swarovski CL 8x25

### Binocoli
- Habicht [3]
- CL[4] e CL Nomad[5]
- SLC [6]
- EL
- EL Range [7]
- NL Pure [8]

### Spotting scope

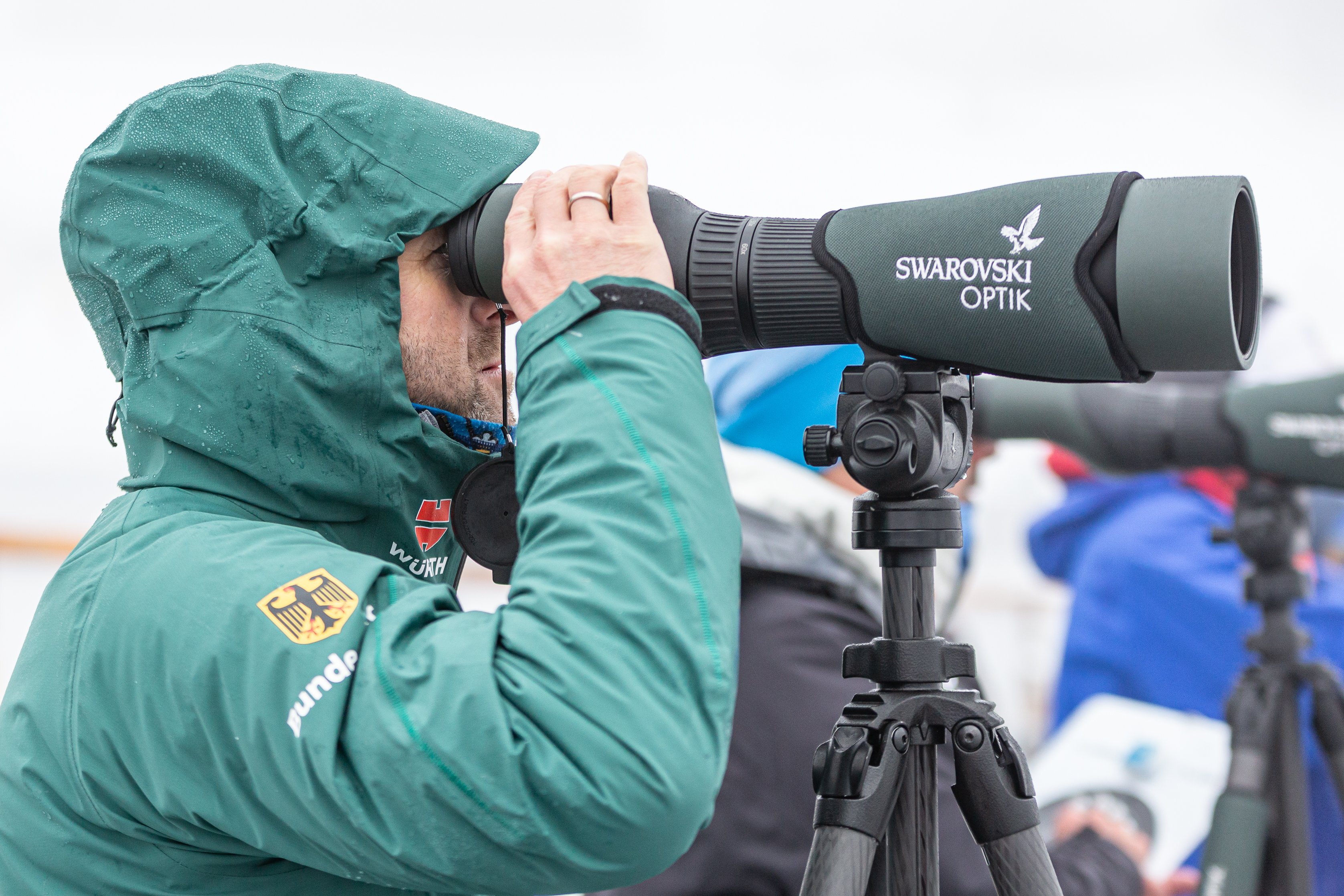
Swarovski spotting scope

- CTC, CTS
- ATS, STS
- STR   [9]
- ATX, STX
- ATX Interior [10]
- BTX [11]
- ST Vista [12][13]

### Mirini telescopici
- Z3
- Z5
- Z5i [14]
- X5i
- Z6i [15]
- Z8i [16]
- Ds [17]